# Xanthoconiet
Het mineraal xanthoconiet is een zilver-arseen-sulfide met de chemische formule Ag3AsS3.

## Eigenschappen
Het oranjebruine, donkerrode of citroengele xanthoconiet heeft een oranjegele streepkleur en een duidelijke splijting volgens kristalvlak [001]. Het kristalstelsel is monoklien. De gemiddelde dichtheid is 5,55 en de hardheid is 2,5 tot 3. Xanthoconiet is noch magnetisch, noch radioactief.

## Naam
De naam van het mineraal xanthoconiet is afgeleid van de Griekse woorden xanthos ("geel") en conos ("poeder").

## Voorkomen
Xanthoconiet komt voornamelijk voor in hydrothermale aders met andere zilversulfides. De typelocatie is Freiberg, Duitsland.